# Piotr Asayonak
Piotr Asayonak (en bielorruso: Пётр Асаёнак; Réchytsa, 27 de febrero de 1993) es un deportista bielorruso que compite en halterofilia.
Ganó dos medallas de plata en el Campeonato Europeo de Halterofilia, en los años 2019 y 2021. Participó en los Juegos Olímpicos de Río de Janeiro 2016, ocupando el quinto lugar en la categoría de 85 kg.

## Palmarés internacional
| Campeonato Europeo | Campeonato Europeo | Campeonato Europeo | Campeonato Europeo |
| Año                | Lugar              | Medalla            | Categoría          |
| ------------------ | ------------------ | ------------------ | ------------------ |
| 2019               | Batumi (Georgia)   | Medalla de plata   | 81 kg              |
| 2021               | Moscú (Rusia)      | Medalla de plata   | 96 kg              |